# گورستان قالا قاباغی
گورستان قالا قاباغی مربوط به دوره اشکانیان است و در شهرستان نیر، بخش مرکزی، دهستان دورسون خواجه، روستای گوور چین واقع شده و این اثر در تاریخ ۱۸ اسفند ۱۳۸۷ با شمارهٔ ثبت ۲۴۹۶۸ به‌عنوان یکی از آثار ملی ایران به ثبت رسیده است.